# Ильичёвка (приток Деймы)
Ильичёвка (устар. Жапан) — река в России, протекает по территории Полесского района Калининградской области. Устье реки находится в 9 км по правому берегу реки Деймы. Длина реки — 10 км, площадь водосборного бассейна — 44,3 км².

## Данные водного реестра
По данным государственного водного реестра России относится к Балтийскому бассейновому округу, водохозяйственный участок реки — реки бассейна Балтийского моря в Калининградской области без рек Неман и Преголя. Относится к речному бассейну реки Неман и рекам бассейна Балтийского моря (российская часть в Калининградской области).
Код объекта в государственном водном реестре — 01010000312104300010571.

## Топографические карты
- Лист карты N-34-43 Полесск. Масштаб: 1 : 100 000. Состояние местности на 1987 год. Издание 1996 г.